# Alexandre Sidorenko
Alexandre Sidorenko (født 18. februar 1988 i Leningrad, Sovjetunionen) er en russisk født fransk tennisspiller, der blev professionel i 2006. Han har, pr. maj 2009, endnu ikke vundet nogen ATP-turneringer.
Sidorenko er 185 cm. høj og vejer 77 kilo.